# Pawn
PAWN (првобитни назив: Small) је 32-битни скриптни језик отвореног кода, синтаксе сличне C програмском језику. Направљен је од стране немачке компаније CompuPhase, а његова прва верзија објављена је 1998. године. Језик је носио назив Small до марта 2005.
PAWN се користи у  и Half-Life модификацијама.